# تپه محمودآباد خررود ۱
تپه محمودآباد خررود ۱ مربوط به دوران‌های تاریخی پس از اسلام است و در شهرستان بوئین‌زهرا، روستای محمودآباد خررود واقع شده و این اثر در تاریخ ۱۰ مهر ۱۳۸۰ با شمارهٔ ثبت ۴۱۱۱ به‌عنوان یکی از آثار ملی ایران به ثبت رسیده است.